# Jerzy Śmielkiewicz
Jerzy Bogdan Śmielkiewicz (ur. 8 listopada 1931, zm. 17 września 2016) – polski konstruktor lotniczy, szybownik, pilot doświadczalny.

## Życiorys
Urodził się w Stanisławowie, syn Stefana i Marii z domu Ziniuk. W 1952 r. ukończył Liceum Lotnicze w Bielsku-Białej, następnie rozpoczął studia na Wydziale Lotniczym Politechniki Wrocławskiej. Po jego likwidacji kontynuował studia na Wydziale Lotniczym Politechniki Warszawskiej, którą ukończył w 1958 r.
W 1958 r. rozpoczął pracę w Szybowcowym Zakładzie Doświadczalnym jako konstruktor. Również w 1958 r. ukończył kurs dla pilotów doświadczalnych i wykonywał w SZD loty próbne i obloty szybowców seryjnych.
W latach 1960–1961 pracował w Centralnej Szkole Szybowcowej Aeroklubu Polskiego w Lesznie jako kierownik techniczny. Uzyskał tam w 1960 r. uprawnienia szybowcowego pilota doświadczalnego II klasy oraz uprawnienia instruktora szybowcowego I klasy.
W 1961 r. powrócił do SZD, gdzie pracował na stanowiskach starszego konstruktora, zastępcy głównego konstruktora i jako główny konstruktor. Był projektantem i konstruktorem prowadzącym szybowca SZD-30 Pirat oraz twórcą projektu koncepcyjnego i współkonstruktorem szybowca SZD-43 Orion. Rozszerzył posiadane uprawnienia szybowcowego pilota doświadczalnego i w 1962 r. uzyskał I klasę.
W latach 1969–1978 był dyrektorem Zakładu Doświadczalnego Rozwoju i Budowy Szybowców, dyrektorem Ośrodka Badawczo-Rozwojowego Szybownictwa i dyrektorem technicznym Przedsiębiorstwa Doświadczalno-Produkcyjnego Szybownictwa PZL Bielsko (PDPSz PZL-Bielsko). Jednocześnie był szefem personelu lotniczego oraz czynnym pilotem doświadczalnym.
W maju 1978 r. złożył rezygnację ze stanowiska dyrektora technicznego i pracował do maja 1986 r. jako pilot doświadczalny i szef pilotów. Od czerwca 1986 r. ponownie objął stanowisko dyrektora technicznego, a następnie w latach 1990-93 był dyrektorem PDPSz PZL-Bielsko i jednocześnie szefem pilotów oraz pilotem doświadczalnym. 31 grudnia 1993 r. przeszedł na emeryturę.
Był członkiem zespołów opracowujących prototypy szybowców SZD-22 Mucha Standard, SZD-20 Wampir 2, SZD-19 Zefir, SZD-19-2 Zefir 2, SZD-21 Kobuz, SZD-24 Foka, SZD-27 Kormoran, SZD-29 Zefir 3, SZD-31 Zefir 4, SZD-32 Foka 5, SZD-37 Jantar, SZD-38 Jantar 1, SZD-40 Halny, SZD-30B Pirat-75, SZD-41 Jantar Standard, SZD-42 Jantar 2, SZD-45 Ogar, SZD-56-1 Diana 1 oraz SZD-59 Acro.
W swej karierze zawodowej latał na 116 typach szybowców i motoszybowców, wykonał ponad 4300 lotów na szybowcach w czasie ponad 2640 godzin.
Zmarł 17 września 2016 r., został pochowany na cmentarzu w Kamienicy.

## Działalność sportowa
Od 15 roku życia zajmował się budową modeli latających, w 1948 r. ustanowił rekord Polski w odległości przelotu (ponad 50 km) dla modeli szybowców. Uzyskał uprawnienia instruktora modelarstwa I klasy.
W 1948 r. ukończył teoretyczny kurs szybowcowy i rozpoczął loty na szybowcach. Kategorię B pilota szybowcowego uzyskał w Rzadkowie, następnie latał w Aeroklubie Śląskim w Katowicach oraz w Aeroklubie Gliwickim w Gliwicach.
Podczas studiów wykonywał loty w Aeroklubie Wrocławskim i następnie w Aeroklubie Warszawskim, uzyskując Srebrną Odznakę Szybowcowa.  W Lesznie uzyskał Złotą (nr 297) oraz Diamentową Odznakę Szybowcową (nr 71).
Uczestniczył w Szybowcowych Mistrzostwach Polski oraz w Rajdzie Dziennikarzy i Pilotów oraz w Samolotowych Mistrzostwach Polski Rajdowo-Nawigacyjnych. W 1974 r. był członkiem ekipy Aeroklubu PRL na Mistrzostwach świata w szybownictwie w Waikerie w Australii.
W latach 1961–1993 był członkiem Komisji Szybowcowej Aeroklubu PRL. W latach 1971–2003 uczestniczył w pracach zespołu ekspertów OSTIV. W latach 1974–1976 był członkiem Rady Naukowej Instytutu Lotnictwa. Był też członkiem i założycielem Krajowej Rady Lotnictwa oraz członkiem zarządu Klubu Pilotów Doświadczalnych.

## Odznaczenia, nagrody i wyróżnienia[1]
- Krzyż Kawalerski Orderu Odrodzenia Polski (1986),
- Złoty Krzyż Zasługi (1974),
- Medal „Za zasługi dla obronności kraju” (1972),
- Medal za zasługi dla Aeroklubu PRL (1976),
- Medal Tańskiego (1974),
- Dyplom Paula Tissandier’a (1974),
- srebrna Odznaka Honorowa SIMP (1991),
- srebrna Odznaka Honorowa NOT (1991),
- Medal 50-lecia APRL,
- Złota Odznaka Za Zasługi dla Rozwoju Województwa Katowickiego,
- Odznaka z plakietką Za Zasługi dla APRL,
- nagroda resortowa za projekty szybowców „Jantar” i „Orion” (1972),
- nagroda zespołowa NOT I stopnia (1980),
- nagroda zespołowa NOT Mistrz Techniki (1991),
- tytuł Mistrza Sportu (1963),
- tytuł Błękitne Skrzydła (1972),
- tytuł Mistrza Techniki (zespołowo) (1972),
- tytuł Zasłużonego Działacza Lotnictwa Sportowego (1975).